# Lenka Krobotová

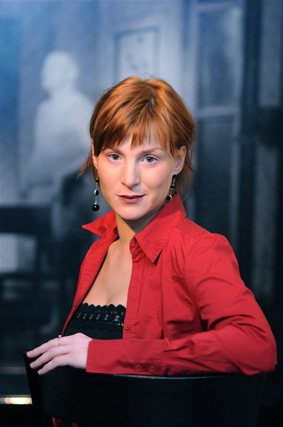
Lenka Krobotová (2011)

Lenka Krobotová (* 10. März 1977 in Pilsen, Tschechoslowakei) ist eine tschechische Schauspielerin.

## Biografie
Lenka Krobotová ist die Tochter von Miroslav Krobot und der Schauspielerin Hana Doulová. Sie studierte Schauspiel an der Theaterfakultät der Akademie der Musischen Künste in Prag (DAMU) und bekam anschließend ein Theaterengagement am Dejvické divadlo, wo sie mit gemeinsam mit ihrem Vater spielte. Ihr Filmdebüt gab sie bereits 1991 in einer kleinen Statistenrolle in dem österreichischen Filmbiografie Wolfgang A. Mozart. Ihre erste größere Rolle hatte sie als in dem 2002 erschienenen und von Miloslav Luther inszenierten Liebesdrama Útek do Budína. Für ihre Darstellung der Jaruna in Díra u Hanusovic  wurde sie im Jahr 2014 mit dem tschechischen Filmpreis Český lev als Beste Nebendarstellerin ausgezeichnet.

## Filmografie (Auswahl)
- 1991: Wolfgang A. Mozart
- 2002: Die Prinzessin mit den großen Füßen (Nevěsta s velkýma nohama)
- 2002: Útek do Budína
- 2008: Die Karamazows (Karamazovi)
- 2008–2009: Taco und Kaninchen (Filmreihe, zwei Folgen)
- 2009: Die kleinen Ritter (Ať žijí rytíři!)
- 2014: Díra u Hanusovic
- 2015: Der Wunschfisch (Rybička)